# Fextal

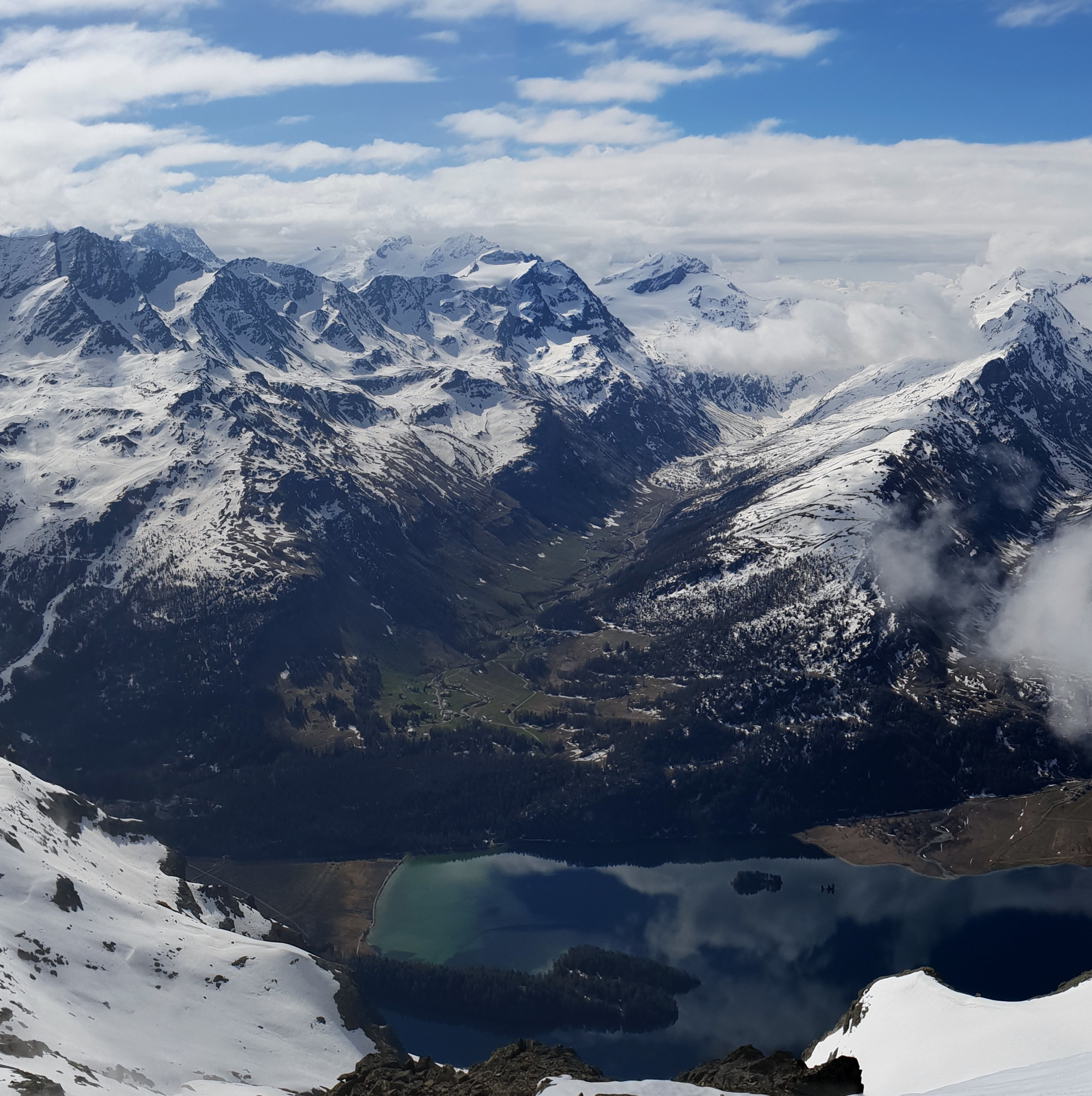
Blick ins Fextal vom Piz Lagrev. Unten der Silsersee im Oberengadin

Das Fextal (rätoromanisch Val Fexⓘ) ist ein Seitental des Oberengadins im Schweizer Kanton Graubünden. Politisch ist es ein Teil der Gemeinde Sils im Engadin/Segl.

## Geographie
Das Tal gehört zu den höchstgelegenen ganzjährig bewohnten Tälern der Schweiz. Ausgehend von Sils Maria (1809 m ü. M.) am Talausgang finden sich die Kleinsiedlungen Vaüglia, Platta, Crasta (1951 m), Vals und Curtins (1973 m), die meist nur aus wenigen Häusern bestehen.
Das Hochtal beginnt am Fexergletscher, der von einem Kranz von Berggipfeln wie dem Il Chapütschin, La Maonigia, Piz Fora, Piz Güz und dem 3441 m hohen Piz Tremoggia (Dreizack) umgeben ist. Hier liegt auch das Quellgebiet der das Tal durchfliessenden Fedacla, die früher zeitweise mit grossen Wassermassen Sils verwüstete.
Das trogförmig vom Gletscher ausgeräumte Fextal mündet als Hängetal mit einer Geländestufe ins etwa hundert Meter tiefer gelegene Oberengadin.

## Geschichte
Wohl seit dem 12. Jahrhundert als Weide genutzt, fand das Tal 1303 als Fedes (von Feda, «Schaf») urkundliche Erwähnung. Seit 1538 gehörte es zur Nachbarschaft (Gemeinde) Sils.
Während rund dreihundert Jahren wurden im hinteren Fextal Glimmerschieferplatten für den Ofenbau und zum Eindecken von Hausdächern abgebaut, die sogenannten Fexerplatten. Nach 1964 sind die Anlagen verfallen. Im Herbst 2017 wurde das Wohnhaus der ehemaligen Steinbrucharbeiter in Stand gesetzt, und es finden Führungen zur Geschichte des Abbaus statt.
Im Jahr 2000 zählte das Fextal 101 Einwohner. Zwei Hotels, einige Pensionen sowie drei Voll- und zwei Nebenerwerbslandwirte gibt es hier. Seit 1954 steht das gesamte Tal unter strengem Naturschutz, privater Kraftfahrzeugverkehr ist nur den wenigen Anrainern gestattet. Touristen können Pferdekutschen bzw. im Winter Pferdeschlitten für den Güter- und Personenverkehr benutzen.
Für Touristen heute malerisch, war das Tal früher Ausgangspunkt für Kleinschmuggel über die Berge nach und von Italien.

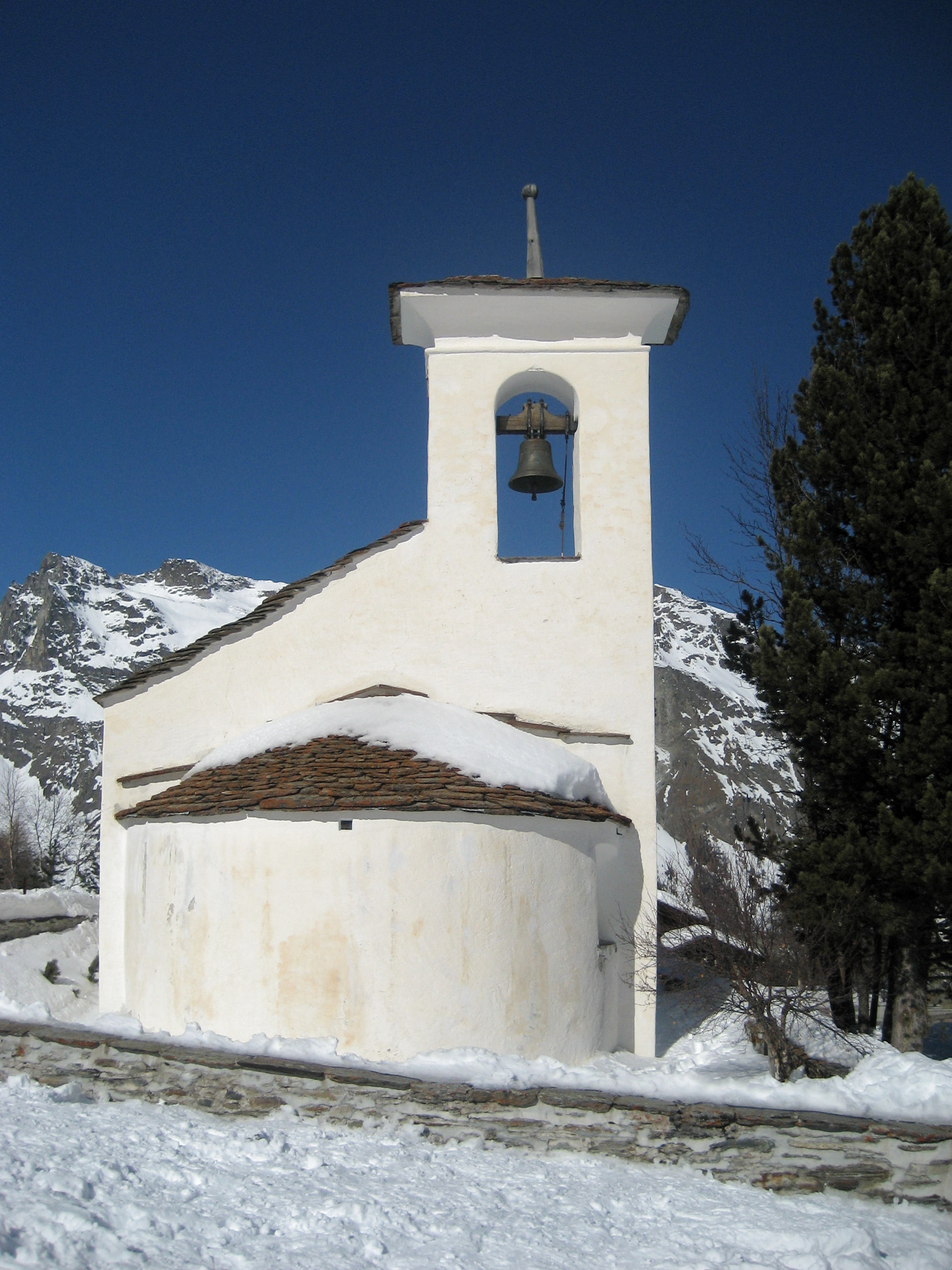
Das Bergkirchlein in Fex-Crasta

## Sehenswürdigkeiten
Das um 1500 erbaute Bergkirchlein in Fex-Crasta birgt Fresken eines unbekannten oberitalienischen Meisters aus dem Jahre 1511. Auf dessen Friedhof ist die Urne des Dirigenten Claudio Abbado beigesetzt.

## Bilder

Blick vom Fextal im Sommer auf Piz Lagrev / Piz Materdell
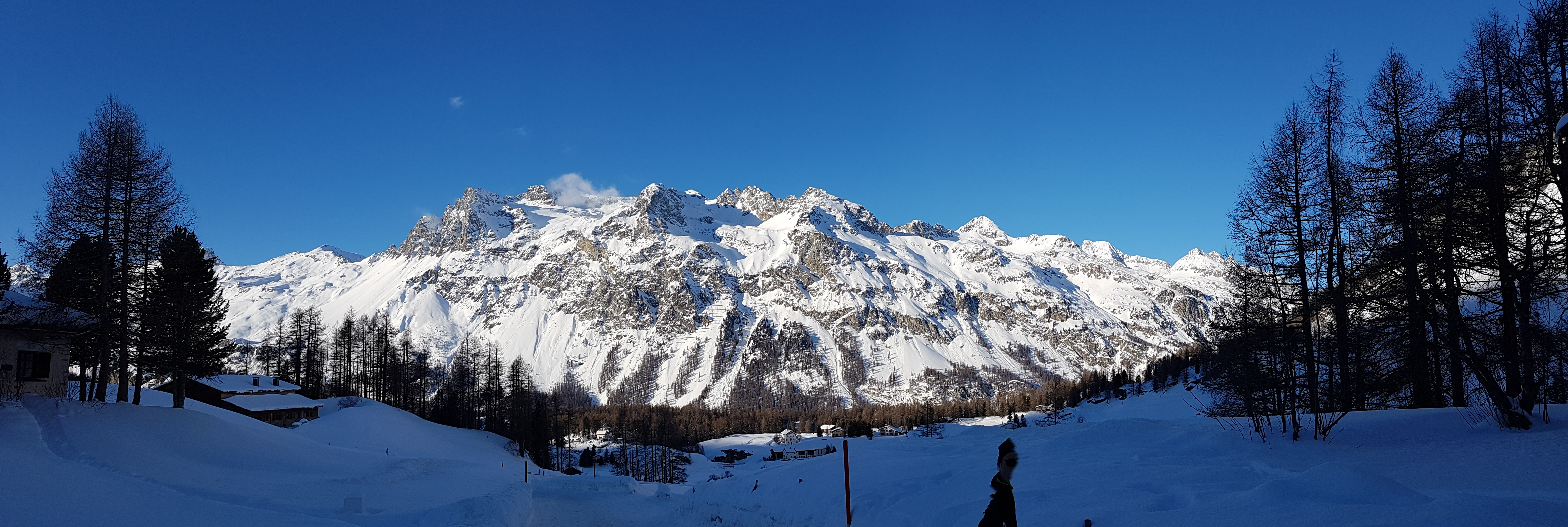
Blick vom Fextal im Winter auf Piz Lagrev / Piz Materdel
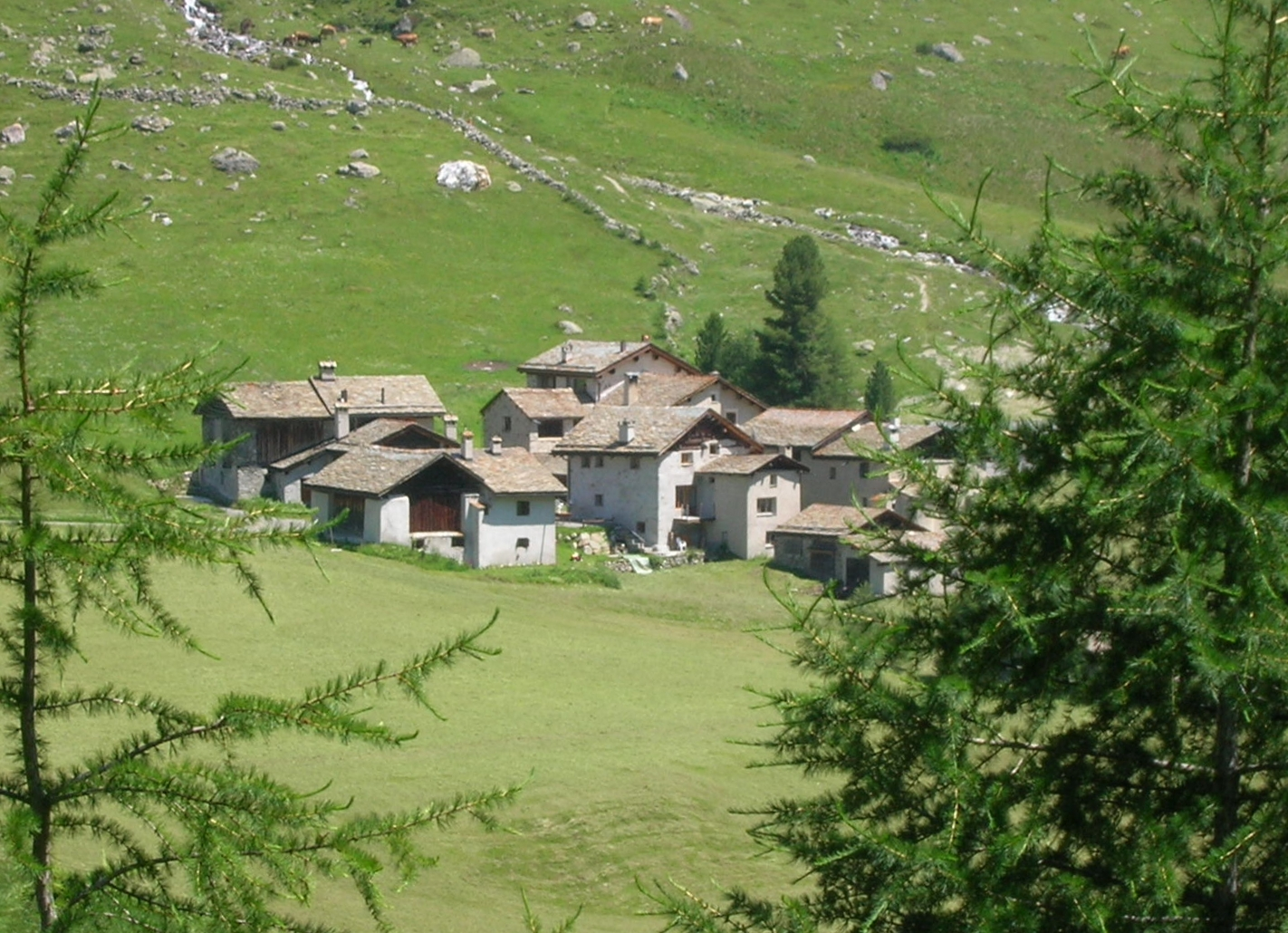
Curtins, eine der Kleinsiedlungen im Fextal
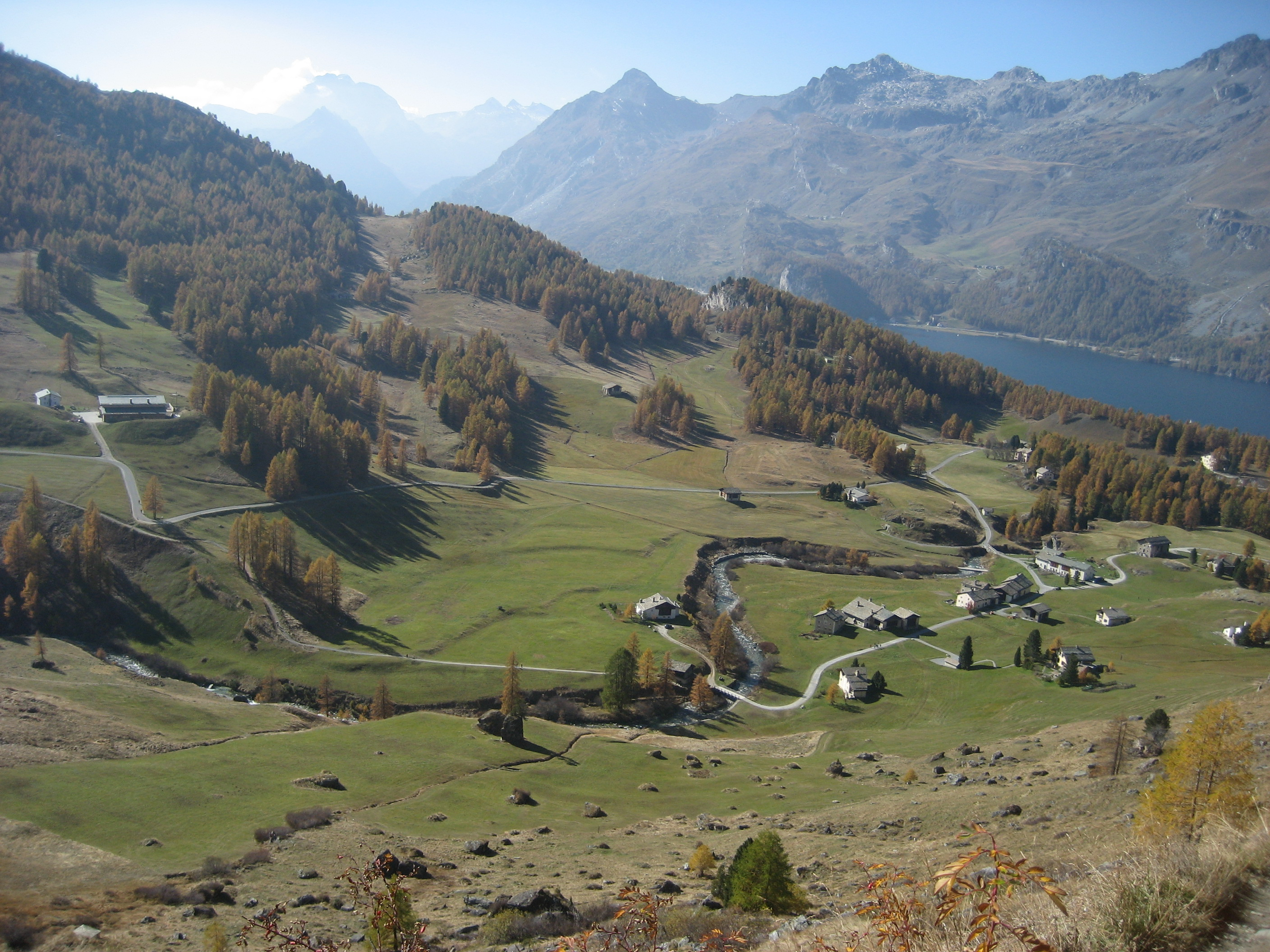
Talausgang mit der Siedlung Platta. Im Hintergrund rechts der Silsersee
Val Fex und Piz Tremoggia. Luftbild von Werner Friedli (1954)
Fextal, Piz Tremoggia von Fex-Crasta. Historisches Bild von Leo Wehrli (1945)